# Logistyka (logika)
Logistyka (z gr. he logistike [techne] – praktyczna umiejętność rachowania, to logistikon – zdolność rozumowania; fr. logistique) – alternatywna nazwa logiki matematycznej. Przyjęła się szeroko w pierwszej połowie XX wieku, także w Polsce, obecnie jednak wyszła z użycia. Tak np. Rudolf Carnap, choć sam posługuje się raczej określeniem symbolic logic, chwali ją za zwięzłość w Introduction to Symbolic Logic and its Applications. Także Alexius Meinong (obok jej twórców, co omówiono niżej) nazwę „logistyka” uznawał za dobraną trafnie.
Nazwa ta wprowadzona została przez André Lalande’a, Louisa Couturata i Gregora Itelsona w 1904, przedtem używano takich jak „logika algebraiczna”. Już wcześniej zdarzały się sporadyczne wystąpienia tego terminu (François Viète, Wilhelm Traugott Krug), jednak przy odmiennych znaczeniach.
Rozpowszechnienie się terminu „logistyka” wiąże się z II Kongresem Filozoficznym, który odbył się w Genewie, a w którym uczestniczyli jego twórcy. Sprawozdanie z kongresu zamieścił magazyn filozoficzny „Revue de métaphysique et de morale”, gdzie też omówiono szczegóły związane z okolicznościami powstania terminu oraz zapisy wypowiedzi jego autorów dotyczące tak zagadnień terminologicznych, jak i rzeczowych tak istotnych dla rozwoju logiki w ich czasach, jak i skłaniających ich do ukucia nowej nazwy dla logiki. Wypowiedź Itelsona na II Kongresie Filozoficznym, w której pada termin „logistyka”, zwraca uwagę na to, że „logika symboliczna” nie jest czymś odmiennym od tradycyjnej logiki formalnej, ale jest jedynie jej nową postacią. Uważał, że nazwa „logistyka” jest o tyle właściwa, że pochodzi od metody logiki – natomiast gdyby chcieć nazywać ją nie od jej metody, ale przedmiotu, właściwsza byłaby „pantyka” lub „pantologia”. Później skarżył się Bertrandowi Russellowi w 1908 w rozmowie, że – wbrew wypowiedzi Couturata – to tylko on jest prawdziwym twórcą terminu „logistyka”.